# Patty Murray
Patty Lynn Murray (Bothell (Washington), 11 oktober 1950), is een Amerikaanse politica. Zij is een Democratisch – en de eerste vrouwelijke - senator voor Washington sinds 1993. Vanaf 2023 is ze President pro tempore van de Senaat. In deze hoedanigheid is ze derde in de lijn van opvolging voor het presidentschap van de Verenigde Staten.

## Levensloop
Murray ontving in 1972 een bachelor van de Washington State University. Als lobbyiste hield zij zich daarna bezig met milieu- en onderwijs. In die hoedanigheid kreeg ze te horen dat ze het verschil toch niet kon maken, omdat ze slechts een "vrouw in tennisschoenen" was. Deze kreet zou zij later succesvol gebruiken bij de verschillende verkiezingscampagnes.
Murray is getrouwd en heeft twee kinderen.

## Politieke carrière
In 1989 werd Murray gekozen in de senaat van de staat Washington. In 1993 werd zij gekozen in de senaat. Zij was een van de slechts 21 Democratische senatoren die tegen de oorlog in Irak stemde. Zij waarschuwde daarbij met name voor de periode die na de oorlog zou volgen. De Verenigde Staten zou zich dan ook moeten inzetten voor de opbouw van de economie. Zij voorzag een gebrek aan (geschikte) mensen en middelen.
In december 2002 raakte Murray in opspraak, nadat zij op een middelbare school een aantal opmerkingen over Osama bin Laden had gemaakt. Ze wilde provoceren en linkte daarom de populariteit van Bin Laden in de moslimwereld aan het feit dat hij zich – en de Verenigde Staten niet – inzette om een goede infrastructuur in deze landen te bouwen.
Alabama: Tuberville (R) · Britt (R)
Alaska: Murkowski (R) · Sullivan (R)
Arizona: Kelly (D) · Gallego (D)
Arkansas: Boozman (R) · Cotton (R)
Californië: Padilla (D) · Schiff (D)
Colorado: Bennet (D) · Hickenlooper (D)
Connecticut: Blumenthal (D) · Murphy (D)
Delaware: Coons (D) · Blunt Rochester (D)
Florida: R. Scott (R) · Moody (R)
Georgia: Ossoff (D) · Warnock (D)
Hawaï: Schatz (D) · Hirono (D)
Idaho: Crapo (R) · Risch (R)
Illinois: Durbin (D) · Duckworth (D)
Indiana: Young (R) · Banks (R)
Iowa: Grassley (R) · Ernst (R)
Kansas: Moran (R) · Marshall (R)
Kentucky: McConnell (R) · Paul (R)
Louisiana: Cassidy (R) · Kennedy (R)
Maine: Collins (R) · King (O)
Maryland: Van Hollen (D) · Alsobrooks (D)
Massachusetts: Warren (D) · Markey (D)
Michigan: Peters (D) · Slotkin (D)
Minnesota: Klobuchar (D) · Smith (D)
Mississippi: Wicker (R) · Hyde-Smith (R)
Missouri: Hawley (R) · Schmitt (R)
Montana: Daines (R) · Sheehy (R)
Nebraska: Fischer (R) · Ricketts (R)
Nevada: Cortez Masto (D) · Rosen (D)
New Hampshire: Shaheen (D) · Hassan (D)
New Jersey: Booker (D) · Kim (D)
New Mexico: Heinrich (D) · Luján (D)
New York: Schumer (D) · Gillibrand (D)
North Carolina: Tillis (R) · Budd (R)
North Dakota: Hoeven (R) · Cramer (R)
Ohio: Moreno (R) · Husted (R)
Oklahoma: Lankford (R) · Mullin (R)
Oregon: Wyden (D) · Merkley (D)
Pennsylvania: Fetterman (D) · McCormick (R)
Rhode Island: Reed (D) · Whitehouse (D)
South Carolina: Graham (R) · T. Scott (R)
South Dakota: Thune (R) · Rounds (R)
Tennessee: Blackburn (R) · Hagerty (R)
Texas: Cornyn (R) · Cruz (R)
Utah: Lee (R) · Curtis (R)
Vermont: Sanders (O) · Welch (D)
Virginia: Warner (D) · Kaine (D)
Washington: Murray (D) · Cantwell (D)
West Virginia: Moore Capito (R) · Justice (R)
Wisconsin: Johnson (R) · Baldwin (D)
Wyoming: Barrasso (R) · Lummis (R)
(D): Democraat · (R): Republikein · (O): Onafhankelijk
- International Standard Name Identifier: 0000 0001 1476 2469
- Library of Congress Control Number: no00077999
- National Archives and Records Administration: 10627522
- Nationale Bibliotheek van Tsjechië: mzk2005279219
- SNAC: w6031v85
- Biographical Directory of the United States Congress: M001111
- Virtual International Authority File: 84615903
- WorldCat: E39PBJhRCGq39dMGQMDp3X6qcP